# Villa Madelung

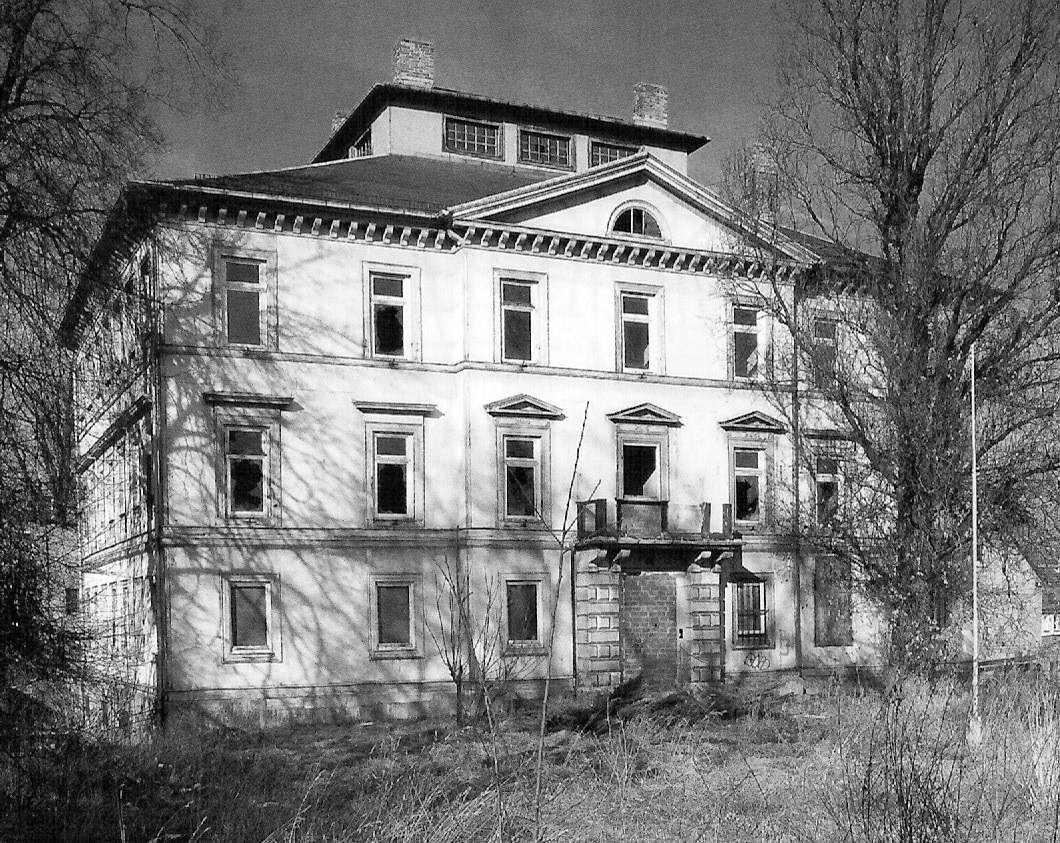
Die Villa um 1996

Die Villa Madelung war eine klassizistische Stadtvilla in Gotha, Gartenstraße 31. Sie wurde 1837–1838 nach Plänen von Gustav Eberhard erbaut und um das Jahr 2007 durch die Baugesellschaft der Stadt Gotha (BGG) abgerissen.

## Geschichte

### Bau
Bauherr der Villa war Finanzrat Wilhelm Madelung (1774–1855), dessen Familie um 1830 zu den reichsten der Stadt Gotha gehörte. Sie stand in engem Kontakt zum Herzog Ernst I. und besaß unter anderem das Bankhaus „Madelung & Söhne“ und die „Gothaische Zeitung“. Zudem war Madelung als Direktor der 1820 von Ernst Wilhelm Arnoldi gegründeten Gothaer Feuerversicherung und in der Revisionskommission der 1827 gegründeten ersten deutschen Lebensversicherung tätig. Mit der Familie des Verlegers Friedrich Christoph Perthes war er nicht nur geschäftlich verbunden: sein Sohn Moritz heiratete 1831 Eleonore Perthes, seine Nichte Marie heiratete 1839 Clemens Perthes.
1837 wurde der 32-jährige Gothaer Hofbaumeister Gustav Eberhard von Madelung mit der Planung einer geräumigen Villa nördlich der kurz zuvor anstelle der barocken Stadtbefestigung entstandenen Gartenstraße beauftragt. Er konzipierte einen dreigeschossigen Bau auf einem fast quadratischen Grundriss. Die Fassaden zeigten je sieben Fensterachsen und wurden oben mit einem auf geschwungenen Konsolen ruhenden Gesims abgeschlossen. Die der Stadt zugewandte Seite bekam einen leicht vorspringenden Mittelrisalit mit drei Fensterachsen, der durch einen flachen Dreiecksgiebel bekrönt wurde. Das mittige Eingangsportal wurde durch eine Bossenquaderung und einen darüber angeordneten Balkon hervorgehoben. Im Inneren wurden die Räume durch ein zentrales, ovales Treppenhaus erschlossen, das durch den Obergaden eines Dachaufsatzes belichtet wurde. In den Zwickeln des Treppenhauses waren vier Schornsteine untergebracht, die als Ecktürme das Laternengeschoss überragten und ihm einen etwas feierlichen Charakter verlieh.
Der Bau erfolgte zeitgleich mit dem Bau des nach Plänen Karl Friedrich Schinkels entstandenen Gothaer Hoftheaters, bei dem Eberhardt als ausführender Architekt und Bauleiter beschäftigt war. So konnte der beim Theaterbau anfallende Erdaushub zur Auffüllung des ehemaligen Wallgrabens verwendet werden.

### Eigentümer
1855 übernahmen Madelungs Tochter Agnes und sein Schwiegersohn Leopold Braun (1812–1882), ein Sohn des herzoglichen Forstmeisters Friedrich August Braun, das Haus. Leopold war nach Besuch der Universitäten Heidelberg, Göttingen und Jena 1835 in den Gothaer Staatsdienst eingetreten, hatte sich dort vom unbesoldeten Assistenten zum Geheimrat mit dem Titel „Excellenz“ emporgearbeitet und dann Madelungs Tochter geheiratet. Das Paar hatte sechs Kinder, von denen der erstgeborene Otto später das Haus erbte. Zu den Freunden und häufigen Gästen der Familie zählten Camillo von Seebach, Gustav Freytag und Leopolds Schwager Peter Andreas Hansen.
Nach dem Zweiten Weltkrieg übernahm die Kommunale Wohnungsverwaltung der Stadt Gotha die noch in Familienbesitz stehende Villa und teilte sie zunächst in kleine Wohnungen auf. In den achtziger Jahren erfolgte ein weiterer Umbau zur Nutzung als Verwaltungssitz der KWV. 1990 wurden Restitutionsansprüche für das Grundstück geltend gemacht. Dennoch gelangte das Grundstück in das Eigentum der Baugesellschaft Gotha als Rechtsnachfolger der KWV. Diese räumte die Villa und bot sie zum Verkauf an. Sicherungsmaßnahmen zur Erhaltung wurden nicht durchgeführt.

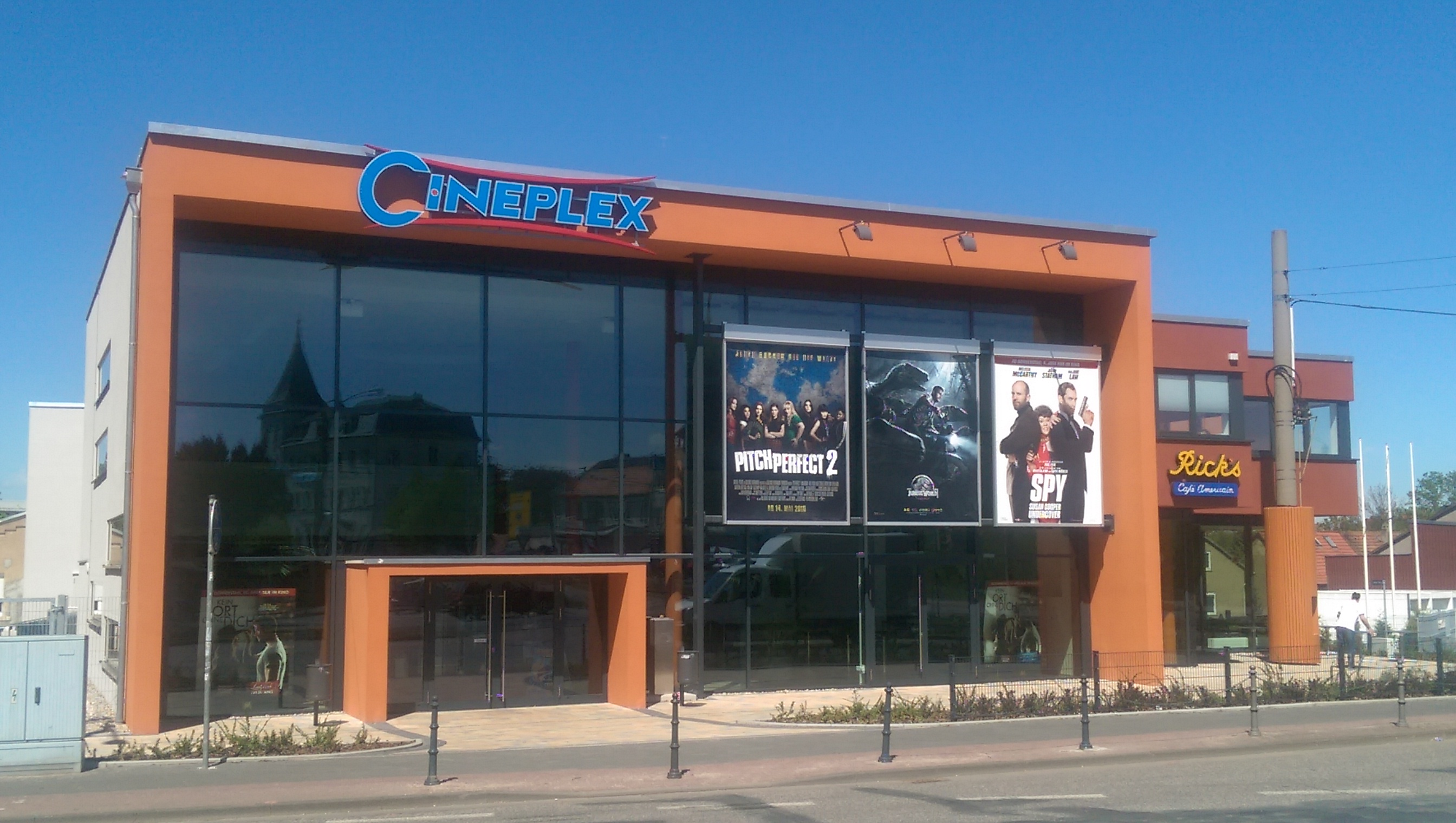
Das Cineplex-Kino (2015)

### Abriss
Am 28. April 1999 beschloss der Rat der Stadt Gotha für Grundstück Gartenstraße 31 einen Bebauungsplan, der den Abriss der damals noch intakten Villa und eine Widmung der Fläche als „Sondergebiet Kultur“ vorsah. Ein Widerspruch der als Träger öffentlicher Belange beteiligten Thüringer Denkmalfachbehörde erfolgte nicht. Anschließend ließ die Baugesellschaft das Gebäude weiter verfallen, was im November 2006 zum Einsturz von Teilen des Daches und 2007 zum vollständigen Abbruch führte. Am 30. August 2013 verkaufte sie das 3000 m² große Grundstück an einen Bad Hersfelder Kinobetreiber der Cineplex-Gruppe, der 2014 dort einen Filmpalast mit sechs Sälen errichtete.

## Bedeutung
Die im Blickpunkt der Huttenstraße errichtete Villa Madelung gehörte neben dem Prinzenpalais (1776) und Winterpalais (1822) zu den Hauptwerken des Klassizismus in Gotha. Sie war zudem ein wichtiges Frühwerk ihres Architekten Gustav Eberhard, der hier Ideen der italienischen Renaissance (Villa Rotonda) und nordeuropäischen Klassizismus (Laveshaus) auf kreative Weise miteinander kombinierte. Die Konzeption des Hauses mit dem zentralen, über eine Laterne belichteten Treppenhaus wurde in Gotha mehrfach nachgeahmt. 1840 baute Ludwig Bohnstedt in der Mozartstraße 3 eine ähnliche Villa für den Maler Emil Jacobs, allerdings mit einem quadratischen Treppenhaus, 1852 folgte in der Friedrichstraße 14 der Bau einer weiteren Villa des Types für den Hofstallmeister Wilhelm Arnim, der späteren Villa Kunreuter.